# Уоттон, Генри
Генри Уоттон (англ. Henry Wotton; 30 марта 1568 года — декабрь 1639 года) — английский литератор, дипломат и политик, член Палаты общин в 1614—1625 годах. Часто цитируют его знаменитый афоризм, сказанный им во время своей миссии в Аугсбург в 1604 году: «Посол — это честный человек, посланный за границу лгать на пользу его страны».

## Биография
Сын Томаса Уоттона и его второй жены Элеоноры Финч, Генри был младшим братом Эдварда Уоттона, 1-го барона Уоттона, и правнуком дипломата Николаса Уоттона (англ.). Генри родился в Боктон Холле (англ.) Боктонского прихода (англ.) в Кенте. Он получил образование в Винчестерском колледже и Новом колледже Оксфорда, в который поступил 5 июня 1584 года вместе с Джоном Хоскинсом. Двумя годами позже он перешёл в Куинз-колледж, который и закончил в 1588 году. В Оксфорде он дружил с Альберикусом Джентилисом, впоследствии профессором гражданского права, и будущим великим английским поэтом Джоном Донном. Во время учёбы в Куинз-колледжe написал пьесу «Танкред», которая не сохранилась, но его главный интерес проявился в науке. На выпускном экзамене читал лекцию «Глаз» и до конца своей жизни продолжал интересоваться медицинскими экспериментами.
Его отец, Томас Уоттон, умер в 1587 году, оставив Генри всего сотню фунтов в год. Несмотря на это, в 1589 году Уоттон отправился за границу с целью подготовки к дипломатической карьере, и его путешествие затянулось на шесть лет. В Алтьдорфе он встретил лорда Эдуарда Ла Зуша, которому позже написал серию писем (1590—1593), содержавших множество политических и прочих новостей, а также дневник его путешествия. Он путешествовал по маршруту Вена — Венеция — Рим, и в 1593 году провёл некоторое время в Женеве в доме Исаака де Казобона, которому задолжал значительную сумму.
Вернулся в Англию в 1594 году и на следующий год поступил в юридическую корпорацию «Мидл Темпл» (англ.). Во время своего пребывания за границей он время от времени отправлял фавориту королевы Елизаветы I Роберту Деверё, 2-му графу Эссексу, разную информацию о странах, в которых находился, и теперь поступил к нему на службу в качестве одного из секретарей. Его обязанностью было заниматься делами Трансильвании, Польши, Италии и Германии. Он служил секретарём в Ирландии (англ.) с 15 апреля 1599 года до 4 сентября 1599-го и, к счастью, не разделил судьбу другого секретаря графа, Генри Каффа (англ.), который был схвачен в Тайберне в 1601 году как участник заговора Эссекса; Уоттон вовремя покинул Англию и через 16 часов после ареста своего патрона благополучно достиг Франции, откуда отправился сначала в Венецию, а потом в Рим.